# كين مارتن (سياسي)
كين مارتن (بالإنجليزية: Ken Martin)‏ هو سياسي أمريكي، ولد في 1973. نشط حزبياً في الحزب الديمقراطي.